# 台南市立学甲国民中学
台南市立学甲国民中学（たいなんしりつがっこうこくみんちゅうがく）は、
台湾台南市学甲区に位置する市立の国民中学で、1956年に設立された。
学甲区における唯一の中学校で、現在の生徒数は228人である。

## 歴史
1956年、学甲中学は支部として設立され、県立北門職業学校に所属していた。
同年9月、4クラスの生徒を募集し、旧学甲小学校の敷地（現在の天仁商工自動車実習工場）を借りて授業が行われた。
1958年、生徒の人数が増え、教室が足りなくなった。
1959年3月、陳華宗氏の協力に現在の校地が見つかり、翌年の1月に工事が始まった。
全生徒が新しい校舎に移った後、その規模は大幅に拡大された。
そのため、1960年6月に元学校から分離し、正式に創立され、改めて台南県立学甲初級中学校と名付けられ、
劉智氏が最初の校長として着任した。
1968年8月、九年一貫国民教育は全国的に導入され、学甲中学は命じられて台南県立学甲国民中学校に改名された。

## 建物
学甲中学のバレーボール体育館は1998年に建てられ、標準的なバレーボールコートが備えられている。

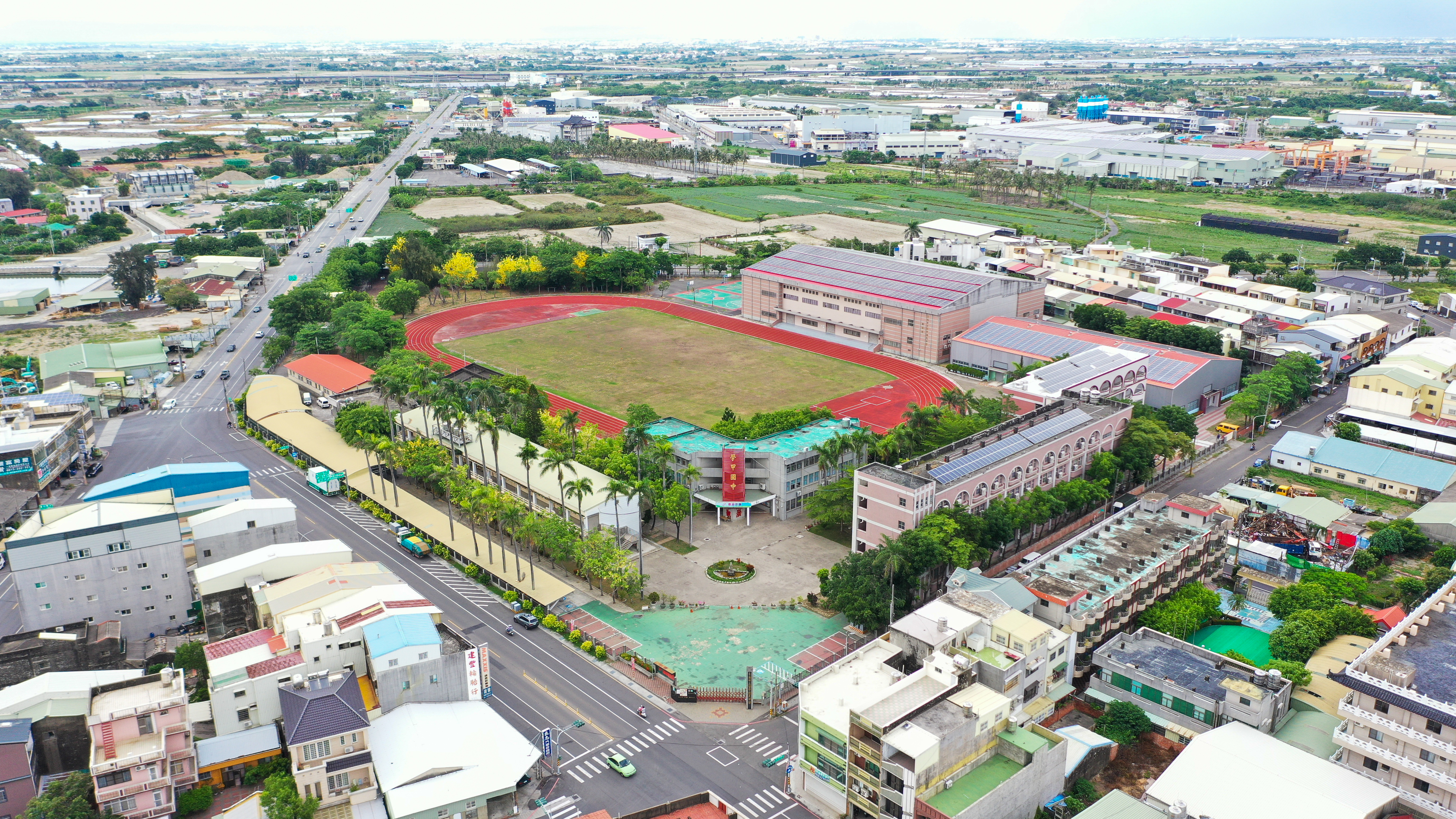
学甲中学全景写真

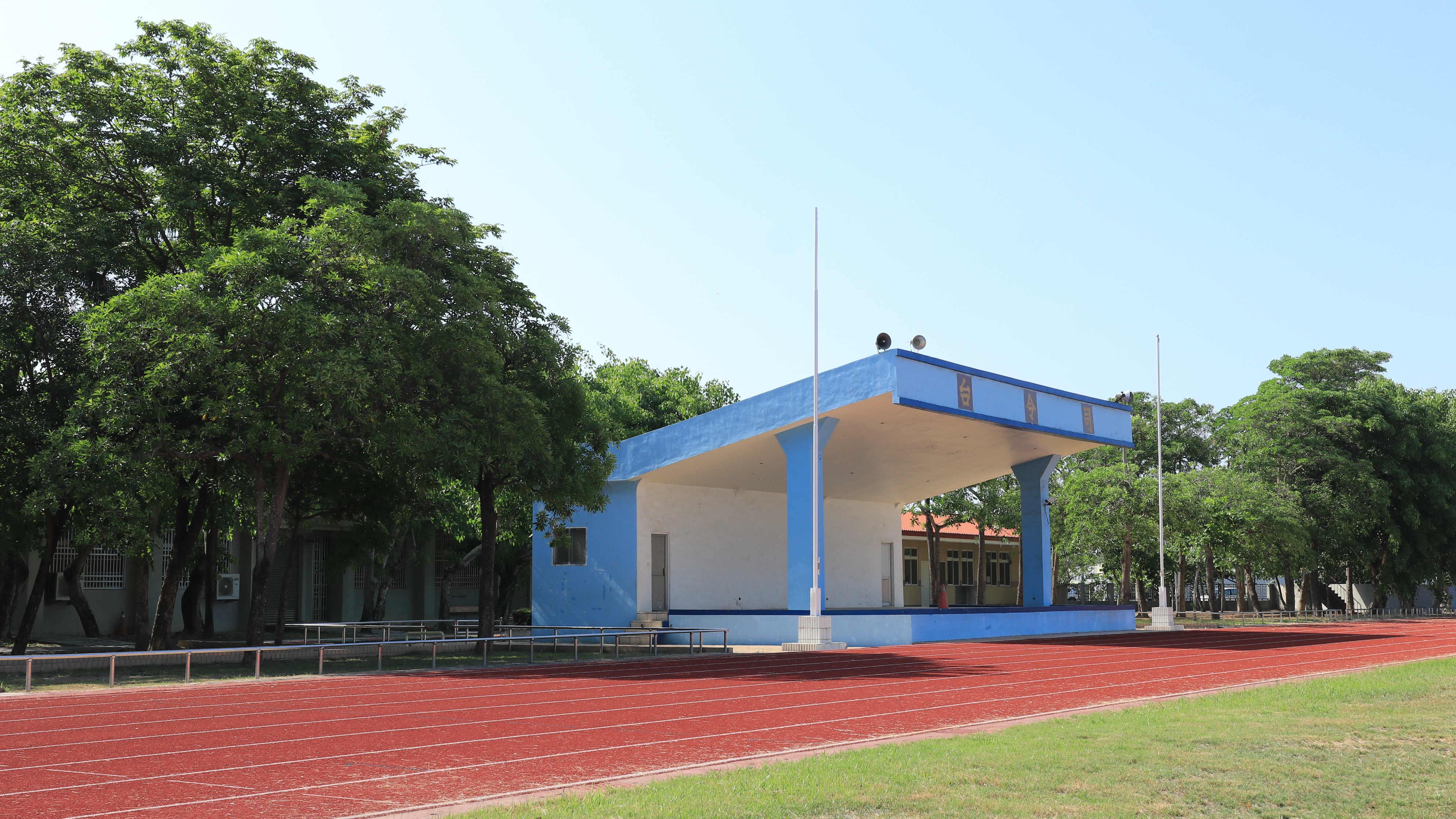
校内の景色

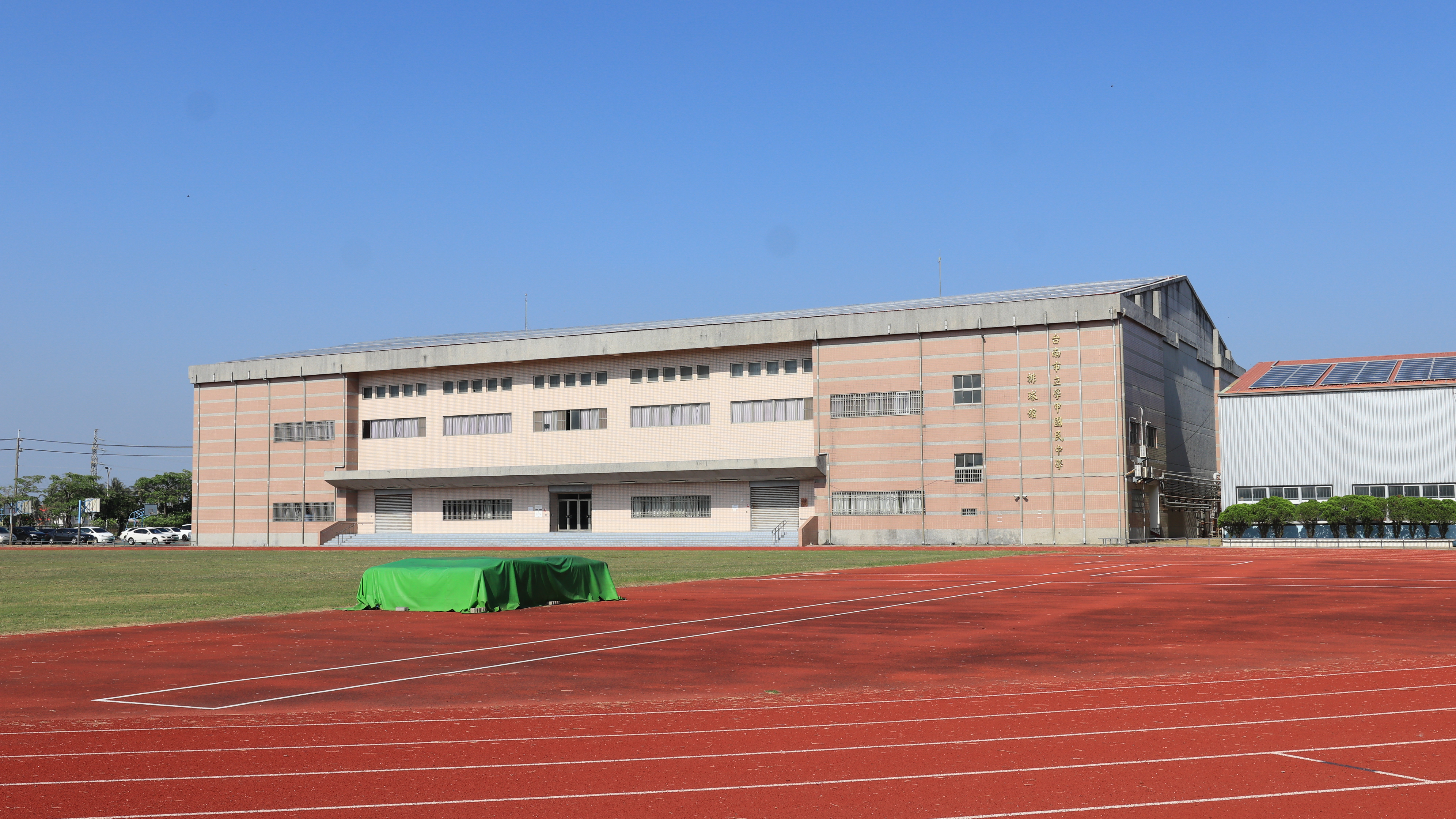
バレーボール館

今まで多くの国内スポーツイベントが開催され、または2023年の全国運動会の室内バレーボール予選試合の会場としていた。

## 歴代校長
| 任期順番 | 名前     | 任期                  | 備考 |
| 主任     | 劉智     | 1956年－1960年10月    |      |
| 1        | 劉智     | 1960年6月－1965年10月 |      |
| 2        | 黃華昌   | 1965年10月－1971年8月 |      |
| 3        | 王築辰   | 1971年8月－1972年11月 |      |
| 4        | 林煇啣命 | 1972年11月－1973年2月 |      |
| 5        | 沈征帆   | 1973年2月－1975年7月  |      |
| 6        | 王澄助   | 1975年7月－1982年8月  |      |
| 7        | 王茂德   | 1982年8月－1989年8月  |      |
| 8        | 陳廷輝   | 1989年8月－1993年2月  |      |
| 9        | 林淑娥   | 1993年2月－2000年8月  |      |
| 10       | 陳新春   | 2000年8月－2005年2月  |      |
| 11       | 李玉桂   | 2005年2月－2005年8月  |      |
| 12       | 陳進德   | 2005年8月－2007年8月  |      |
| 13       | 姜淑燕   | 2007年8月－2013年8月  |      |
| 14、15   | 王聖銘   | 2013年8月－2021年8月  |      |
| 16       | 陳俊雄   | 2021年8月－今迄       |      |